# هاوارد گیل
هاوارد گیل (انگلیسی: Howard Gayle؛ زادهٔ ۱۸ مهٔ ۱۹۵۸) بازیکن فوتبال اهل بریتانیا است.
از باشگاه‌هایی که در آن بازی کرده‌است می‌توان به باشگاه فوتبال بیرمنگام سیتی، باشگاه فوتبال لیورپول، باشگاه فوتبال ساندرلند، باشگاه فوتبال بلکبرن روورز، باشگاه فوتبال نیوکاسل یونایتد، باشگاه فوتبال فولام، باشگاه فوتبال استوک سیتی، و تیم ملی فوتبال زیر ۲۱ سال انگلستان اشاره کرد.